# Budoka
Budoka (武道家) è il nome dato alla persona che studia e pratica una delle moderne arti marziali giapponesi, anche chiamati gendai budo. Tuttavia, il termine non si riferisce a quella persona che pratica un'arte marziale come uno sport, perché la sua origine è chiara su quello che ha una profonda conoscenza di vari aspetti delle arti marziali, in particolare la morale e la filosofia. Anche iniziato come una derivazione delle discipline di combattimento dei samurai, le discipline del budo sono eseguite come un modo per migliorare la propria persona.
Chi dà più enfasi sull'allenamento corporale e nelle competizioni, è visto come un semplice praticante o un atleta. Il termine è composto dal kanji "bu" (guerra), "do" (via) e "ka" (esperto), significa, in traduzione letterale, "abile nell'arte della guerra". Ogni corrente di arte marziale giapponese ha un tipo di esperto, per esempio, judo ha il judoka e il karate ha il karateka oppure karatedoka.